# Monte Redondo (Leiria)
Monte Redondo is een plaats (freguesia) in de Portugese gemeente Leiria en telt 4335 inwoners (2001).